# Castello di Choisy
Il castello di Choisy era un castello reale situato a Choisy-le-Roi, comune della regione parigina che acquistò questo nome quando il castello venne acquistato da Luigi XV nel 1739.